# Linka Bowdena

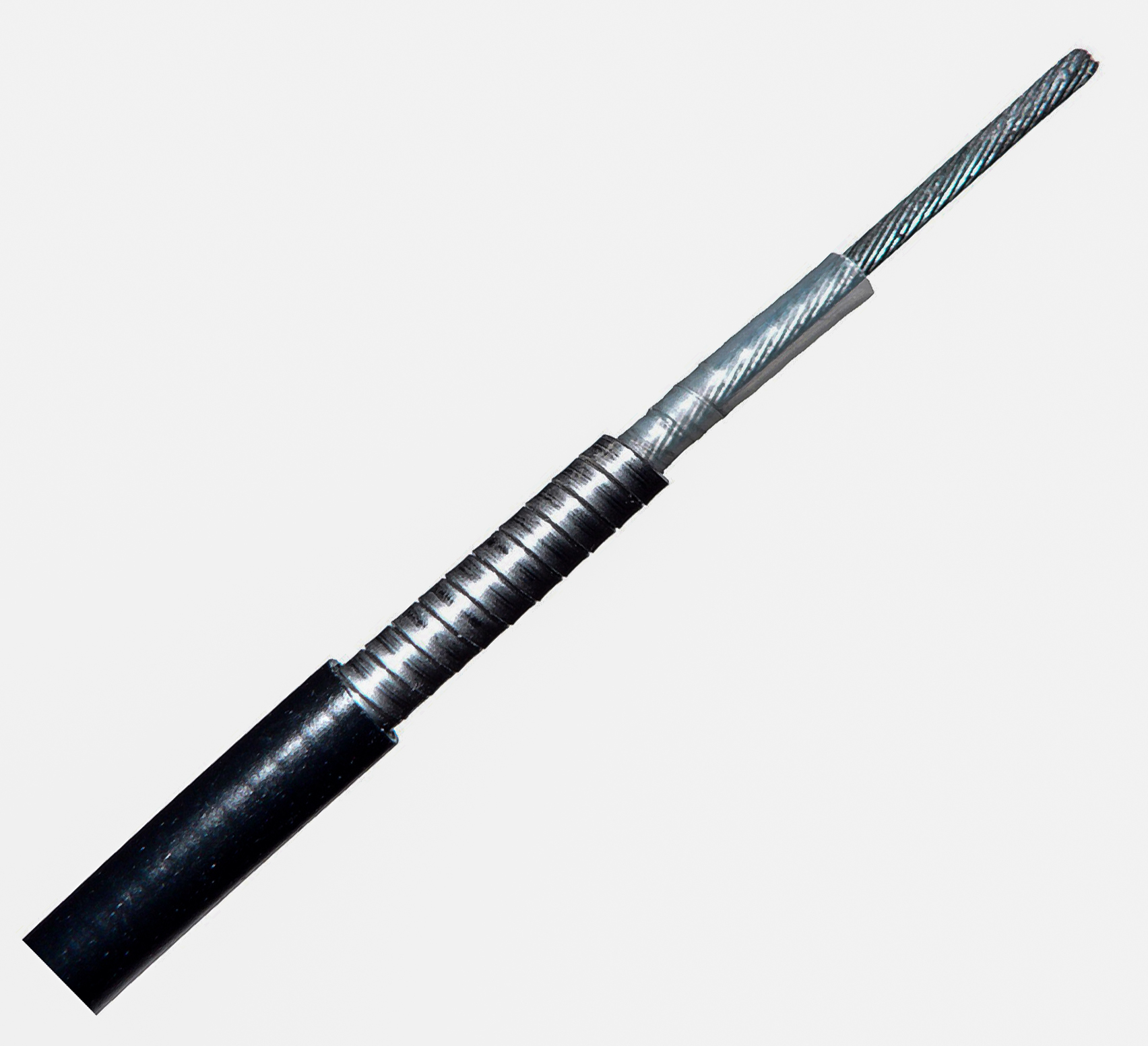
Przekrój linki Bowdena. Od lewej do prawej: ochronna warstwa plastiku, struktura stalowa, wewnętrzna tuleja zmniejszająca tarcie, linka wewnętrzna

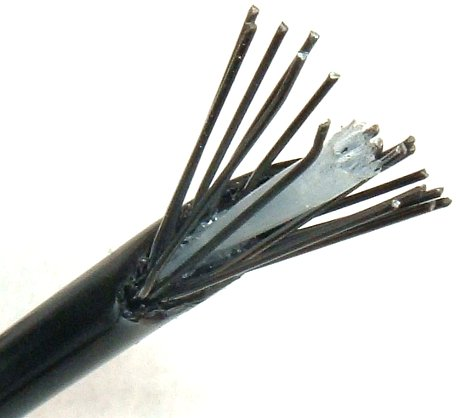
Wewnętrzna budowa cięgna Bowdena: teflonowa rurka w stalowym oplocie

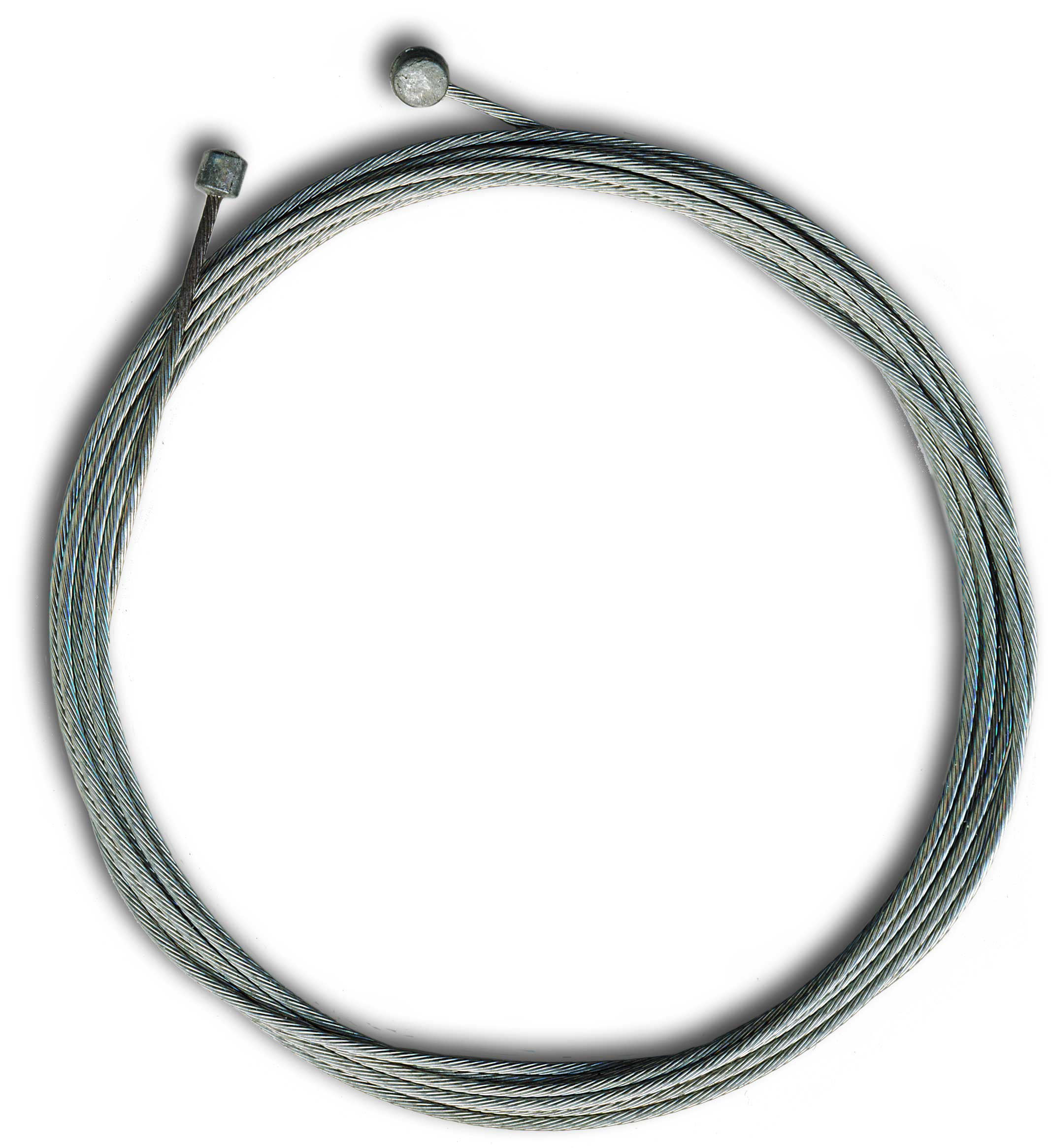
Zwinięty rdzeń linki Bowdena

Linka Bowdena (również: „cięgno Bowdena”) – rodzaj mechanicznego, giętkiego cięgna przenoszącego podłużne siły rozciągające  .

## Budowa i działanie
Cięgno to składa się z czterowarstwowego giętkiego kabla, którego rdzeń stanowi stalowa linka spleciona z cienkich drutów o minimalnej rozciągliwości umieszczona wewnątrz pustej najczęściej plastikowej rurki zmniejszającej tarcie. Obie umieszczone są w środku trzeciej warstwy, pełniącej rolę pancerza ochronnego oraz czwartej, zewnętrznej warstwy ochronnej wykonanej najczęściej z tworzywa sztucznego .
Linka Bowdena umożliwia przenoszenie mechanicznych sił wzdłużnych na odległość. Przenosi siły rozciągające i umożliwia uruchamianie części mechanicznych urządzenia: zwieranie lub rozwieranie szczęk hamulcowych, chwytaków, zamków, zaczepów, przepustów i dysz itp. Wewnętrzne cięgno porusza się uruchamiane za pomocą umieszczonego na końcu linki spustu lub dźwigni uruchamiając z kolei zaczepione po drugiej stronie ruchome elementy mechaniczne jak szczęki, zwieracze, rozwieracze oraz spusty  .

## Historia
Linka Bowdena wynaleziona została przez irlandzkiego wynalazcę osiadłego w Londynie Ernesta Monningtona Bowdena (1860-1904). W 1897 roku otrzymał na swój wynalazek brytyjski patent nr 25,325 oraz amerykański nr 609,570 .
Wynalazek ten błędnie przypisuje się również niespokrewnionemu z poprzednią osobą Sir Frankowi Bowdenowi, który był założycielem i właścicielem brytyjskiej firmy produkującej rowery - Raleigh Bicycle Company. Przedsiębiorca ten upowszechnił jedynie ten wynalazek w produkowanych przez siebie welocypedach w początku XX wieku.

## Zastosowanie
Początkowo stosowano linkę w rowerach jednak wkrótce znalazła zastosowanie także w innych urządzeniach i pojazdach mechanicznych jak motorowery, motocykle, samochody, a nawet samoloty. Do czasów obecnych stosuje się ją w konstrukcji rowerów jako linka hamulcowa oraz linka od przerzutek. Cięgno stosowane jest powszechnie w motoryzacji gdzie pełni ważną funkcję w systemach hamulcowych - linki hamulcowej, w napędzie pojazdu jako linka gazu, a także linka sprzęgła, zmiany biegów oraz linki służące do otwierania drzwi, maski i bagażnika .
Linka Bowdena znalazła zastosowanie również w barometrach .